# Franjo Jurjević
Franjo Jurjević (* 22. November 1932 in Bjelovar; † 24. Dezember 2022 in Zagreb) war ein jugoslawischer Turner.

## Leben
Franjo Jurjević begann in seiner Heimatstadt Bjelovar beim  Gimnastičkog kluba Bjelovar mit dem Turnen. Nach seiner Schulzeit studierte er an der juristischen Fakultät der Universität Zagreb und turnte fortan bei zwei Clubs in Zagreb. 1952 wurde er für die Olympischen Spiele in Helsinki nominiert. Dort ging er in allen Turndisziplinen an den Start. Sein bestes Resultat erzielte er mit Rang 25 im Sprung-Wettkampf. Zwei Jahre später nahm Jurjević an den Weltmeisterschaften in Rom teil, wo er im Einzelmehrkampf den 94. und im Mannschaftsmehrkampf den 10. Platz belegte. 1958 folgte seine zweite WM-Teilnahme in Moskau, hier konnte er sich im Einzelmehrkampf auf Rang 68 verbessern. Mit dem jugoslawischen Team wurde er im Mannschaftsmehrkampf Sechster. Darüber hinaus nahm Jurjević an den Europameisterschaften 1955 und 1957 teil.
Franjo Jurjević starb am 24. Dezember 2022 im Alter von 90 Jahren.